# Ueki Kōshirō

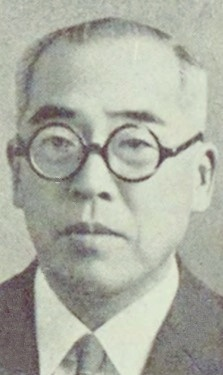
Ueki Kōshirō (1954)

Ueki Kōshirō (japanisch 植木 庚子郎; * 28. Januar 1900 in Amatsumura, Landkreis Nyuu, Präfektur Fukui; † 11. März 1980) war ein japanischer Regierungsbeamter und Politiker der Liberaldemokratischen Partei (LDP), der unter anderem von 1960 bis 1962 und erneut 1971 Justizminister sowie 1972 Finanzminister war.

## Leben
Ueki Kōshirō absolvierte ein Studium an der Juristischen Fakultät der Kaiserlichen Universität Tokio und trat nach dessen Abschluss 1925 als Beamter des Finanzministeriums in den Staatsdienst ein. Während des Zweiten Weltkrieges war er Leiter des Haushaltsbüros und wurde 1945 Leiter des Monopolbüros des Ministeriums. Er war zunächst Mitglied der Liberalen Partei (Jiyū-tō) und wurde für diese am 1. Oktober 1952 erstmals zum Mitglied des Shūgiin gewählt, des Unterhauses des Parlaments (Kokkai), in dem er bis zum 9. Dezember 1976 die Präfektur Fukui vertrat. Am 15. November 1955 wurde er Mitglied der Liberaldemokratischen Partei LDP (Jiyūminshutō), die aus der sogenannten konservativen Fusion (Hoshu Gōdō) von Liberaler Partei und Demokratischer Partei JDP (Nihon Minshutō) entstanden war. Ende der 1950er Jahre gehörte er der Abgeordnetengruppe an, die sich für eine Förderung des japanisch-chinesischen Handels einsetzte. Als Nachfolger von Hayakawa Takashi wurde er 1959 Vorsitzender des Finanzausschusses des Repräsentantenhauses und hatte diese Funktion bis zu seiner Ablösung durch Yamamoto Katsuichi 1960. Unter dem LDP-Parteivorsitzenden Ikeda Hayato fungierte er zwischen Juli 1960 und Dezember 1960 erstmals als Vorsitzender des LDP-Forschungsausschusses für das Steuersystem. 
Am 8. Dezember 1960 übernahm Ueki im Kabinett Ikeda II zum ersten Mal das Amt des Justizministers und bekleidete dieses zwischen dem 18. Juli 1961 und dem 18. Juli 1962 auch im erstmals umgebildeten zweiten Kabinett Ikeda. Während seiner weiteren Parlamentszugehörigkeit löste er 1967 Fukuda Hajime als Vorsitzender des Haushaltsausschusses des Shūgiin ab und hatte diese Funktion bis zu seiner Ablösung durch Ide Ichitaro 1968 inne. Er war daraufhin von 1968 bis 1971 Präsident der Frauenuniversität Sagami und bekleidete im Kabinett Satō III zwischen dem 17. Februar und dem 5. Juli 1971 abermals den Posten des Justizministers. Im Kabinett Tanaka I übernahm er vom 7. Juli bis zum 22. Dezember 1972 das Amt des Finanzministers. Unter dem Parteivorsitzenden Tanaka Kakuei fungierte er zwischen Dezember 1973 und November 1974 noch einmal als Vorsitzender des LDP-Forschungsausschusses für das Steuersystem. Für seine Verdienste wurde ihm der Orden der Aufgehenden Sonne Erster Klasse, der Orden des Heiligen Schatzes 1. Klasse sowie die Ehrenmedaille am dunkelblauen Band verliehen.